# 灵谷寺无梁殿
灵谷寺无梁殿是中国江苏省南京市紫金山南麓灵谷公园内的一座明代建筑，江苏省文物保护单位。该殿建于洪武十四年（1381年），原为灵谷寺内供奉无量寿佛的无量殿，因为整座建筑采用砖砌拱券结构、不设木梁，因此又称“无梁殿”。民国二十一年（1931年），国民政府将无梁殿改建为国民革命军阵亡将士公墓的祭堂，命名为“正气堂”。无梁殿现在为辛亥革命名人蜡像馆。

## 历史沿革

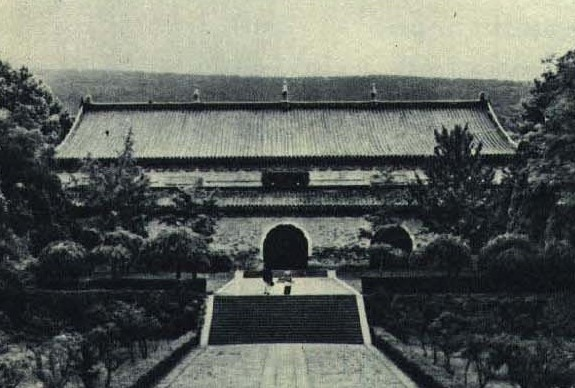
1962年 灵谷寺无梁殿

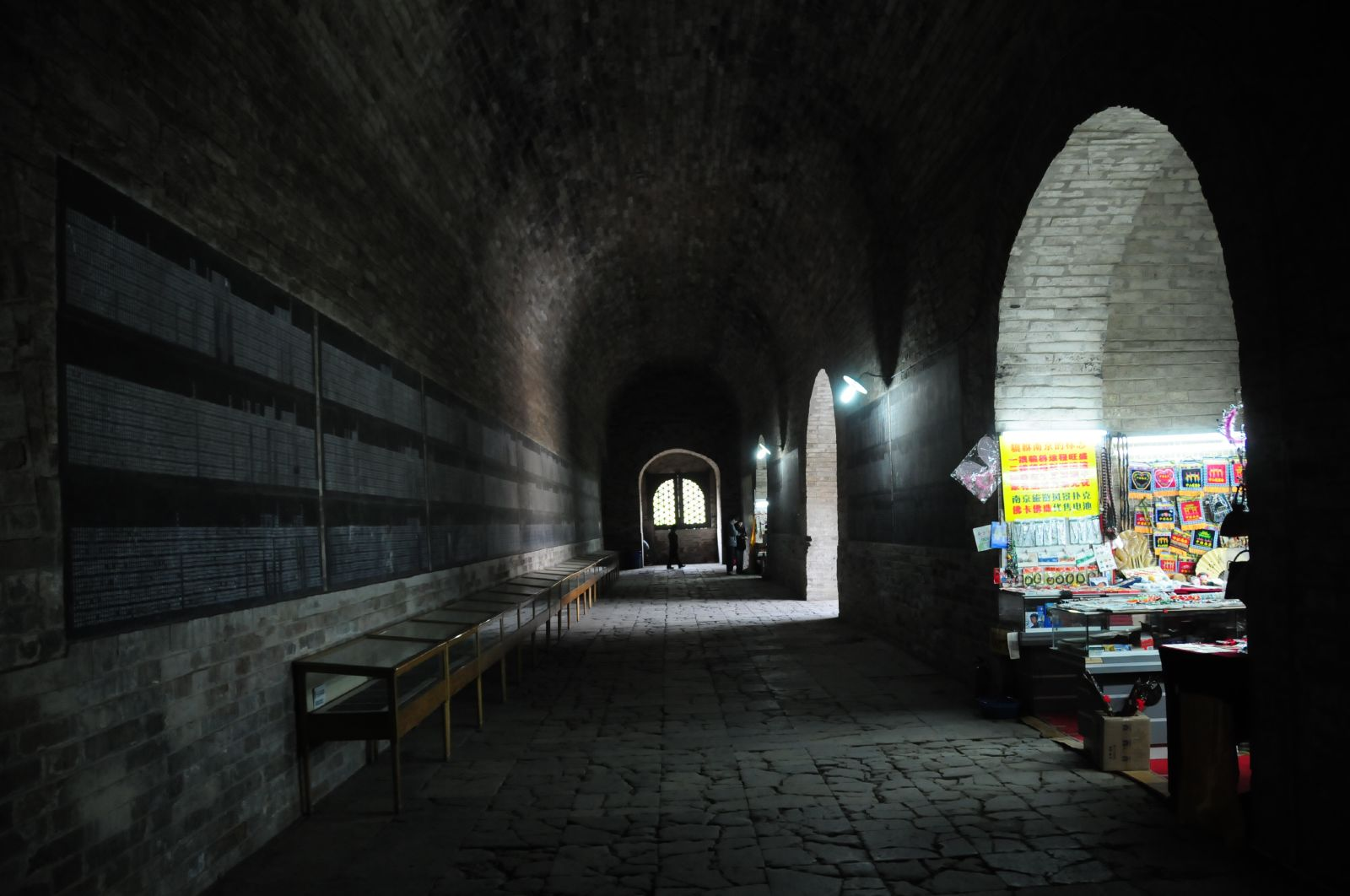
无梁殿内部的拱券

灵谷寺无梁殿建于明朝洪武十四年（1381年），殿中供奉无量寿佛，因此被称为无量殿，又因为整座建筑全部用砖垒砌、没有木梁、木柱，因此又谐音称作无梁殿。据记载，无梁殿在正统年间曾祀立三大佛，两边立有二十四诸天像，并被用于藏经。无梁殿在清朝嘉庆和道光年间曾经多次修葺，咸丰年间，灵谷寺一带是清军江南大营，寺内建筑大多毁于清军与太平军的战火，仅这座砖结构的无梁殿幸存。1928年，国民政府在灵谷寺原址上兴建国民革命军阵亡将士公墓，1931年，无梁殿经过彻底修葺被改造为公墓祭堂，名为“正气堂”。无梁殿南面设有公墓的大门和牌坊，北面依次设墓园、纪念馆（松风阁）和纪念塔（灵谷塔）。1981年，中华人民共和国南京市人民政府对无梁殿又一次进行了整修。

## 建筑特色

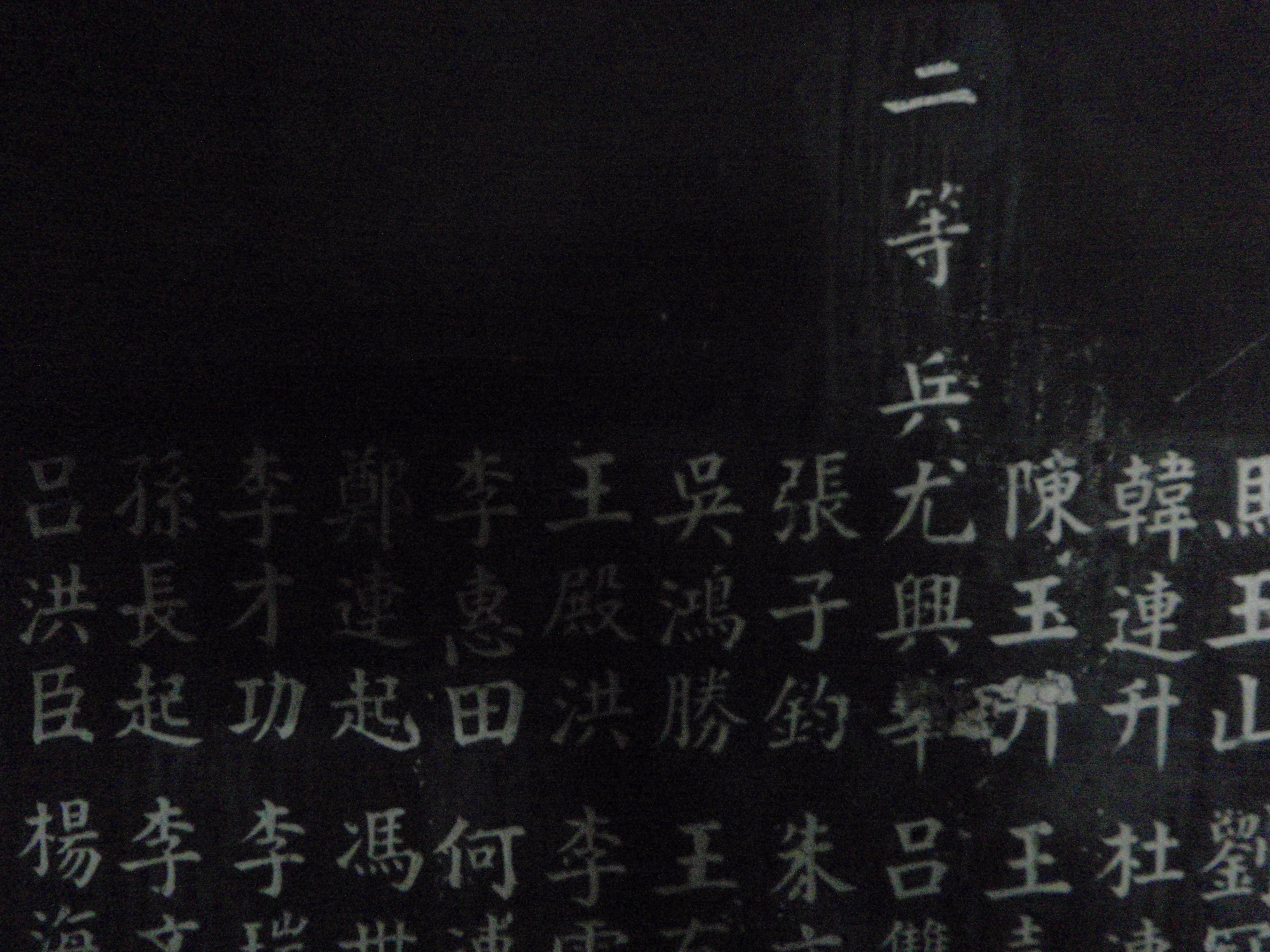
殿内的阵亡将士名录碑刻（局部）

殿内北面正中石碑，原刻“国民革命军阵亡将士之灵位”，现刻“国民革命烈士之灵位”。

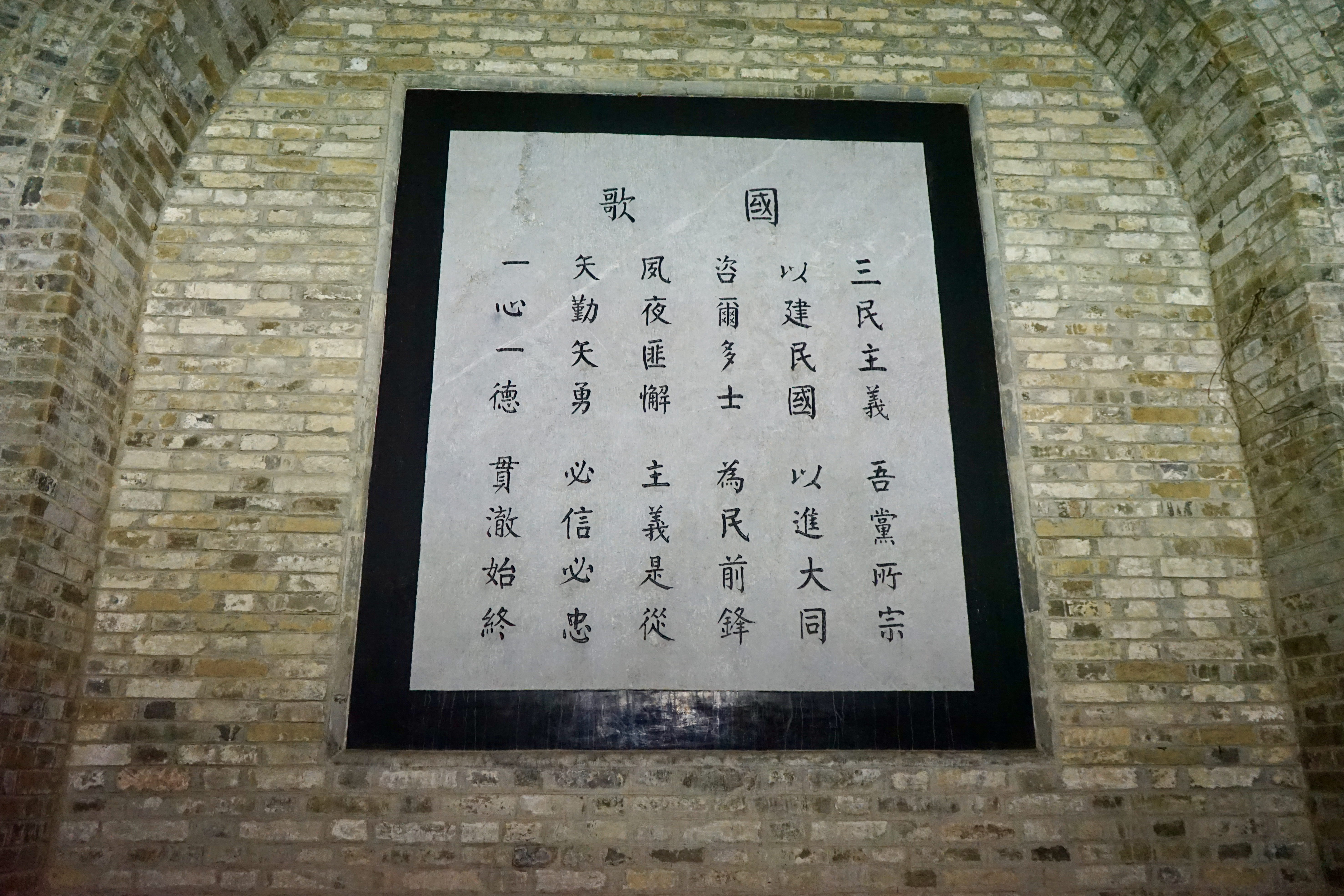
殿内所陈列的《中华民国国歌》

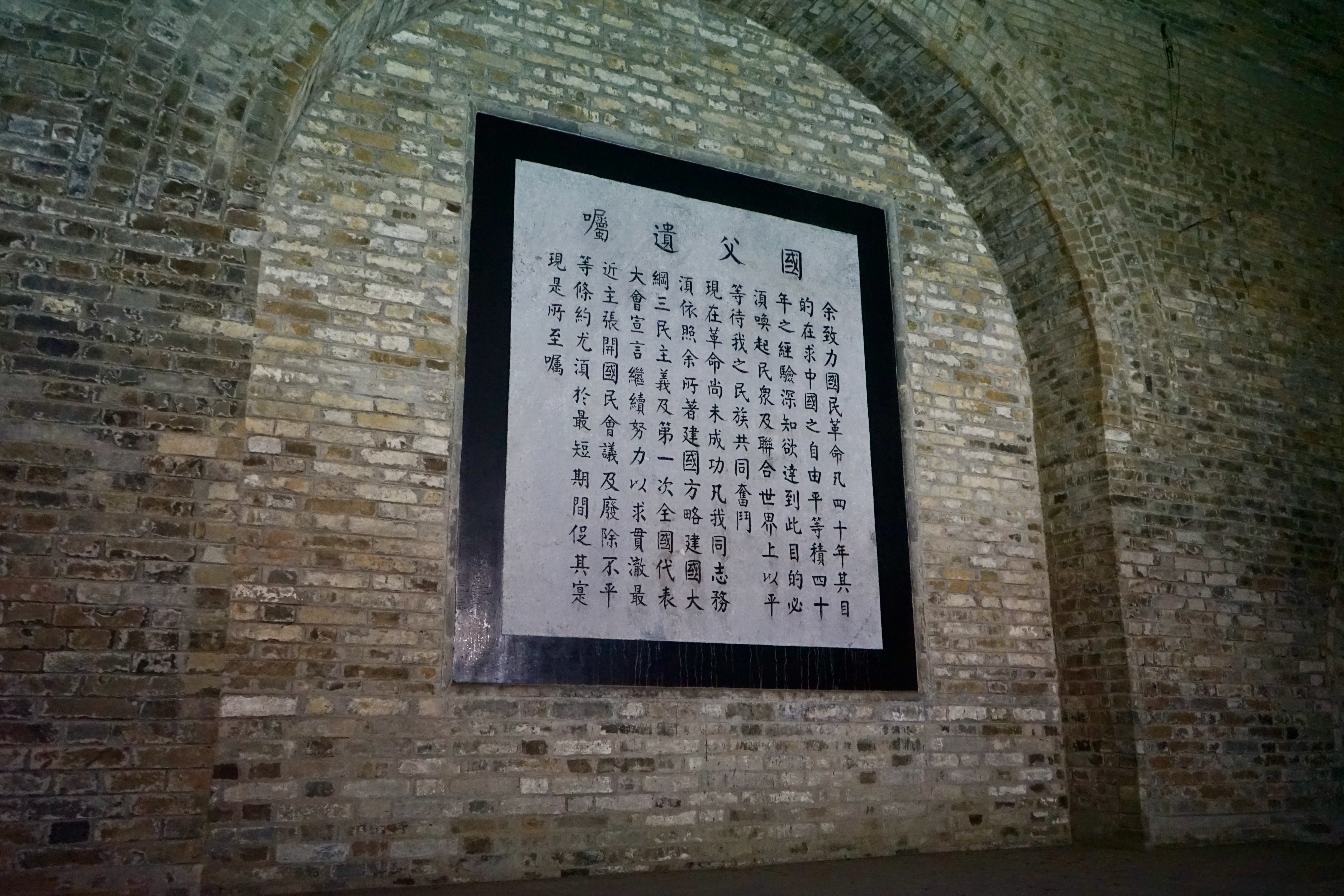
殿内所陈列的《国父遗嘱》

灵谷寺无梁殿是中国各地寺庙同类结构的无梁殿中规模最大的一座。该殿坐北朝南，前面有月台，内部东西阔五间、长53.8米，南北深三间、宽37.85米，殿顶高22米。该殿为重檐歇山顶，铺设灰色琉璃瓦，殿顶正脊中部有三个白色琉璃喇嘛塔，正中最大的琉璃塔的塔座是空心八角形，与殿内藻井顶部相通，可向殿内漏光，这种设计在中国现存的古建筑中非常罕见。无梁殿采用砖砌拱劵结构，东西向并列三个拱劵，中间的拱劵跨度达11.5米，净高14米，两侧的拱劵稍小，跨5米，高7.4米。殿前后的檐墙各设三道门，前檐墙拱门两边各有一窗，两侧墙各设四窗，门窗也采用拱劵形式。前后檐墙厚约4米，结构十分坚固。
灵谷寺无梁殿内的正北面砌有三个拱形法圈，分别内嵌一块黑框石碑。正中的石碑上原刻张静江题写的“国民革命军阵亡将士之灵位”，西侧石碑上原刻蒋介石书写的北伐誓师词，东侧石碑上原刻陈果夫书写的中国国民党中央执行委员会祭文。1949年之后，这三块石碑上的碑文题刻都被磨平，在1981年整修时分别被改刻为“国民革命烈士之灵位”、《中华民国国歌》和《国父遗嘱》。殿内四壁嵌有110块有编号的太湖青石碑，石碑上刻有国民革命军阵亡将士名单，共33224人。其中，第1至第61块石碑上刻有1926年至1930年间阵亡的北伐将士名录；第62至第67块石碑上刻有1932年1月至4月间在淞沪战场抗日阵亡的第十九路军将士名录；第68至第110块石碑上刻有1931年9月至1933年5月间在华北抗日阵亡的将士名录。

## 辛亥革命名人蜡像馆
现在，灵谷寺无梁殿内设有“辛亥革命名人蜡像馆”，陈列辛亥革命前后57位名人的等比例蜡像，共设22组场景。蜡像由杭州市工艺美术研究所雕刻研究室制作。馆名“辛亥革命名人腊像馆”由陈立夫题写。